# إسحاق إس. تايلور
إسحاق إس. تايلور (بالإنجليزية: Isaac S. Taylor) هو مهندس معماري أمريكي، ولد في 31 ديسمبر 1850 في ناشفيل في الولايات المتحدة، وتوفي في 28 أكتوبر 1917.